# Plivátko
Plivátko je nádoba, do které lze vyplivnout přebytečné sliny z úst.
První plivátka se objevila v sedmnáctém století v Číně, poté v arabských zemích, kde ho pánové využívali při žvýkání tabáku. V Rakousko-Uhersku se objevila až v devatenáctém století. Na základě vyhlášek pak musela stát na veřejných místech, úřadech nebo např. v restauracích.

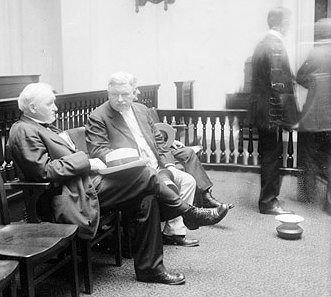
Chicagská soudní síň kolem roku 1910 s plivátkem na zemi

Obvykle byly umístěna v blízkosti dveří, pohovek a křesel. Vyráběla se ze skla, kovu a keramiky, často plněná dezinfekční kapalinou, nebo se jednalo o kovovou nádobu v nábytkovém pouzdře naplněnou pískem.
Bývala též součástí lázeňských inhalatorií.
Se zvýšenými nároky na hygienu a budováním moderních kanalizací, mizela veřejná plivátka už po konci První světové války. Dnes se plivátka používají ve stomatologii a při ochutnávání vín. S veřejnými plivátky se lze ve 21. století ještě setkat např. v Číně.
Plivátko je označení i pro některé lokality:
- park na Břevnově v Praze
- koupaliště (Liberec, Dubí)
- rybníky (v Českém lese, v Mníšku pod Brdy, v Rotavě, v Žihli)